# NGC 1378
NGC 1378 – gwiazda podwójna znajdująca się w gwiazdozbiorze Pieca. 19 stycznia 1865 roku Julius Schmidt błędnie skatalogował ją jako obiekt typu „mgławicowego”.